# جيمي أتكينسون
جيمي أتكينسون (24 أغسطس 1990 في الصين - ) هو لاعب كريكت صيني. شارك في دورة الألعاب الآسيوية 2010. وشارك مع منتخب هونغ كونغ للكريكت. أما مع النوادي، فقد لعب مع نادي وارويكشاير للكريكيت ‏ وDurham University Centre of Cricketing Excellence ‏.

## وصلات خارجية
- جيمي أتكينسون على موقع إي آس بي آن كريك إنفو (الإنجليزية)